# Lucie Berelowitsch
Lucie Berelowitsch, née en 1978, est une comédienne, metteuse en scène et directrice de théâtre française.

## Biographie
Lucie Berelowitsch suit une formation de comédienne au Conservatoire de Moscou en 1996, et au Théatre National de Chaillot en 2000. Elle poursuit sa formation par des stages avec Oleg Koudriachov, Frederick Fisbach, Pascal Rambert.

## Carrière de comédienne
En tant que comédienne, elle joue sous la direction de Alain Ollivier en 1997, Bérangère Janelle ainsi qu'Olivier Py en 1999, Christian Dente et également Madeleine Marion en 2000.

## Carrière de metteur en scène
Elle commence sa carrière de metteur en scène en travaillant comme assistante à la mise en scène en 2000 avec Maurice Attias (Croisements et divagations, théâtre de la tempête), Philippe Artaud et Valéry Guerguiev en 2001 (Création de La Traviatta de Verdi, Théatre Marinsky de St Petersbourg, Festpielhaus de Baden Baden. Elle poursuit avec Thierry de Peretti en 2004 (Le mystère de la rue rousselet, Théatre du vieux colombier).
Son travail théâtral s'ancre, en lien avec son histoire et sa culture personnelle, dans un lien profond et vivant avec la culture russe et slave.
Elle met en scène en 2001 Verlaine au Théâtre de Nice et au Théatre du Marais en 2003, puis Morphine de Boulgakov en 2005, en création pour le Festival Iles flottantes et à la Cartoucherie de Vincennes.
Elle met en scène successivement Le Gars, de Marina Tsvetaïeva, par une coproduction franco russe en collaboration avec Vladimir Pankov, et Juillet, d'Ivan Viripaev.
En 2015, elle monte Evo Velitchestvo à la Scène Nationale du Trident avec qui elle collabore de 2007 à 2016.
En 2016, elle crée en Ukraine Antigone d'après Sophocle et Bretch, avec les Dakh Daughters. Ce spectacle, créé à Kiev, après la révolution de Maïdan, sera joué en Ukraine puis en France.

## Autres projets, responsabilités et réalisations
Lucie Berelowitsch est cofondatrice, avec Thibault Lacroix et Sylvain Fauvel de la Compagnie théâtrale et musicale Les 3 Sentiers, créé en 2001. Elle développe avec la compagnie un important travail de projets pédagogiques en milieu scolaire, en maison d'arrêt, ou des élèves d'école de théâtre.
Elle dirige le Centre dramatique national de Normandie-Vire, Le Préau, à Vire, depuis janvier 2019. Dans ce cadre, elle participe en 2021 à la mobilisation nationale des acteurs culturels pour la défense du milieu culturel lors de la crise du covid.
Elle a été membre du Lincoln Center, Director’s Lab à New York, et a participé à Saint-Petersbourg à un travail sur L’Idiot de Fiodor Dostoïevski.
Lucie Berelowitsch a également traduit avec Alexis Berelowitch, Voltchok de Vassili Sigarev.
En 2022, lors du déclenchement par la Russie de l'invasion de l'Ukraine, et travaillant depuis 2015 avec les artistes ukrainiens, elle lance un appel national de solidarité avec les artistes Ukrainiens et ensuite avec Stanislas Nordey l'appel pour une Veillée pour l'Ukraine avec France Culture.